# Owadów
Owadów [pronunciación en polaco: /ɔˈvaduf/] es un pueblo ubicado en el distrito administrativo de Gmina Sławno, dentro del Distrito de Opoczno, Voivodato de Łódź, en Polonia central. Se encuentra aproximadamente a 2 kilómetros al suroeste de Sławno, a 11 kilómetros al oeste de Opoczno, y a 64 kilómetros al sureste de la capital regional Łódź.